# Homeward Point
Der Homeward Point (englisch für Heimwärtsspitze) ist eine Landspitze der Doumer-Insel im westantarktischen Palmer-Archipel. Sie bildet die Westseite der Einfahrt zur Security Bay.
Teilnehmer der Vierten Französischen Antarktisexpedition (1903–1905) unter der Leitung des Polarforschers Jean-Baptiste Charcot kartierten sie. Wissenschaftler der hydrographischen Einheit der Royal Navy, die in diesem Gebiet zwischen 1956 und 1957 tätig waren, nahmen die Benennung vor. Namensgebend war der Umstand, dass die Landspitze ihnen als markante Landmarke bei der täglichen Rückkehr von der Bismarck-Straße zum Port Lockroy diente.